# Lisbon Challenger
Il Lisbon Challenger è stato un torneo professionistico di tennis giocato su campi in terra rossa. Faceva parte dell'ATP Challenger Series. Si giocava annualmente a Lisbona in Portogallo.

## Albo d'oro

### Singolare
| Anno       | Campione        | Finalista       | Punteggio     |
| ---------- | --------------- | --------------- | ------------- |
| 1982       | Rocky Royer     | Robbie Venter   | 6–3, 1–6, 6–3 |
| 1983- 1985 | Non disputato   | Non disputato   | Non disputato |
| 1986       | Marko Ostoja    | John Frawley    | 6–2, 2–6, 6–2 |
| 1987       | Carlos Di Laura | Jesús Colás     | 6–1, 6–3      |
| 1988       | Alberto Mancini | Peter Doohan    | 6–3, 6–2      |
| 1989       | Andrej Čerkasov | Tomás Carbonell | 7–6, 6–3      |
| 1990       | Non disputato   | Non disputato   | Non disputato |
| 1991       | Bart Wuyts      | Nuno Marques    | 6–2, 6–4      |
| 1992- 1999 | Non disputato   | Non disputato   | Non disputato |
| 2000       | David Sánchez   | Jiří Vaněk      | 6–4, 3–6, 6–2 |

### Doppio
| Anno       | Campioni                          | Finalisti                          | Punteggio     |
| ---------- | --------------------------------- | ---------------------------------- | ------------- |
| 1982       | John Feaver Andrew Jarrett        | Richard Akel Eduardo Oncins        | 7–5, 6–3      |
| 1983- 1985 | Non disputato                     | Non disputato                      | Non disputato |
| 1986       | Bruce Derlin David Felgate        | Alessandro De Minicis Marko Ostoja | 5–7, 6–3, 6–4 |
| 1987       | Mark Dickson Magnus Tideman       | José López Maeso Alberto Tous      | 6–2, 6–4      |
| 1988       | Jason Stoltenberg Todd Woodbridge | Alex Antonitsch Udo Riglewski      | 6–3, 5–7, 6–4 |
| 1989       | Tomás Carbonell Carlos Costa      | Marcos Górriz Vicente Solves       | 6–4, 6–1      |
| 1990       | Non disputato                     | Non disputato                      | Non disputato |
| 1991       | David Adams Jaime Oncins          | Tarik Benhabiles Olivier Delaître  | 5–7, 6–2, 6–3 |
| 1992- 1999 | Non disputato                     | Non disputato                      | Non disputato |
| 2000       | João Cunha e Silva Nuno Marques   | Salvador Navarro Tommy Robredo     | 7–5, 6–4      |